# 몽고메리의 쌍대간격 추측
몽고메리의 쌍대간격 추측（Montgomery's pair correlation conjecture）은 리만 제타 함수의 비자명한 영점들이 통계적으로 무작위 행렬 이론의 고윳값 분포와 유사한 거동을 보인다는 것을 기술하는 정밀한 수론적 가설이다. 이는 리만가설의 정당성에 대한 강력한 경험적 정황을 제공하며, 양자 혼돈 이론, 자기수반 연산자, 스펙트럼 이론 등과 깊은 연관성을 가진다.

## 정식화
휴 몽고메리（Hugh Montgomery）는 1973년, 리만 제타 함수 {\displaystyle \zeta (s)}의 비자명한 영점 {\displaystyle \rho ={\frac {1}{2}}+i\gamma }들의 분포에 대해 다음과 같은 쌍대간격 함수 {\displaystyle R_{2}(u)}를 정의하였다.
{\displaystyle R_{2}(u)=\lim _{T\to \infty }{\frac {1}{N(T)}}\#\left\{(\gamma ,\gamma '):0<\gamma ,\gamma '<T,\,2\pi u\leq (\gamma -\gamma ')\log \left({\frac {T}{2\pi }}\right)\leq 2\pi u+\delta \right\}}
여기서 {\displaystyle N(T)}는 {\displaystyle \zeta (s)}의 높이 {\displaystyle T} 이하의 비자명한 영점 개수이고, {\displaystyle \delta }는 충분히 작은 양의 수이다.
몽고메리는 이 함수 {\displaystyle R_{2}(u)}가 다음과 같이 근사된다고 추측하였다.
{\displaystyle R_{2}(u)\approx 1-\left({\frac {\sin \pi u}{\pi u}}\right)^{2}}
이는 고유값 통계에서 나타나는 고유값 밀도 억제 효과(level repulsion)를 암시하며, 가우스 유닛지수 무작위 행렬（GUE）의 통계적 분포와 일치한다.

## 역사 및 물리학과의 연결
이 추측은 1970년대 초 프린스턴 고등연구소에서 프리먼 다이슨과의 대화 중 무작위 행렬 이론과의 유사성으로 주목을 받았으며, 이후 양자 혼돈 이론의 수학적 기반으로 기능하게 되었다.
특히 다음과 같은 연결점이 중요하게 연구되었다.
- 리만가설의 영점이 실제로 어떤 자기수반 연산자의 스펙트럼이라면, 그것은 GUE 통계를 따라야 한다.
- 양자역학의 혼돈계에서 나타나는 에너지 준위 분포가 본 추측의 수치 결과와 매우 유사하다.
- 힐베르트-폴리야 추측의 수학적 모델링에 통계적 근거 제공

## 수치적 증거
- 오딜 포르니에, 앤드루 오더스키, Michael Rubinstein 등은 수백만 개의 리만 제타 함수 영점을 계산하여 GUE 통계와의 일치를 확인하였다.
- Odlyzko의 수치 실험은 높이 {\displaystyle 10^{20}}에 이르는 영역까지 GUE 통계에 매우 가까운 분포를 보였다.

## 수학적 난점
이 추측은 리만가설 자체보다 약한 명제이지만, 현 시점까지도 수학적으로는 증명되지 않았다. 이는 해석적 수론의 깊은 정밀성을 요구하며, 리만 제타 함수의 영점들 간의 상호작용에 대한 미시적 정보를 필요로 한다.

## 관련 어휘
- 리만가설
- 비자명한 영점
- 힐베르트-폴리야 추측
- 자기수반 연산자
- 무작위 행렬 이론
- 양자 혼돈 이론
- 쌍대간격 함수
- 스펙트럼 이론
- GUE 분포

## 참고 문헌
- Montgomery, H. L. (1973). “The pair correlation of zeros of the zeta function”. 《Proceedings of Symposia in Pure Mathematics》 24: 181–193.
- Odlyzko, A. M. (1987). “On the distribution of spacings between zeros of the zeta function”. 《Mathematics of Computation》 48: 273–308.
- Katz, N. M.; Sarnak, P. (1999). 《Random Matrices, Frobenius Eigenvalues, and Monodromy》. American Mathematical Society.